# Antonio Cicala
Antonio Cicala (Corleone, 4 aprile 1874 – New York, 26 maggio 1928) è stato un mafioso italiano naturalizzato statunitense, noto e temuto esponente mafioso degli inizi del Novecento, uomo d'onore della potente Famiglia Morello di New York.

## Biografia
Antonio Cicala nacque nel 1874 in Sicilia. Arrivò negli Stati Uniti d'America giovanissimo, nel 1889 , dove poco tempo dopo diventò un uomo d'onore della Famiglia Morello. Aprì un negozio di alimentari al n. 9 di Spring Street, a Manhattan, il suo fornitore all'ingrosso era Ignazio Lupo, che gestiva la sua attività a Mott Street. A partire dal 1901, fu coinvolto nel grosso giro di fabbricazione e contrabbando di dollari falsi, ideato e gestito dai Fratelli Morello. Due anni dopo, nel 1903, fu uno dei sospetti nel famoso caso dell'omicidio del barile.
Cicala, insieme al suo figlioccio Salvatore Cinà, su ordine dei Morello fu incaricato dell'acquisto di tutte le attrezzature necessarie per la fabbricazione delle banconote false. I due uomini, insieme a Vincenzo Giglio, erano le persone che materialmente fabbricavano le banconote per conto dell'intera cosca. Una volta finita la stampa, Cicala, insieme ad altri personaggi della Cosca, si recava in città come Chicago, Pittsburgh e Buffalo, per consegnare la moneta falsa agli esponenti mafiosi di queste città, ai fini di smerciarla.
Ma poiché i servizi segreti americani avevano incominciato ad indagare sulla banda, Cicala ed altri esponenti di spicco della Cosca erano ormai tenuti sott'occhio e seguiti per tutta New York. Cicala veniva visto spesso a casa di Giuseppe Morello, il capo della Famiglia, ed era visto spesso anche nel bar di Pietro Inzerillo, altro pezzo da novanta della Famiglia, un altro dei sospettati del celebre omicidio del barile. Il 15 novembre 1909, Cicala venne arrestato nel suo appartamento, al 54 di Spring Street sulla Bowery. Inizialmente fu condannato a 12 anni di carcere, ma fu rilasciato dal penitenziario di Atlanta, il 21 febbraio, del 1915.